# Stenbjörn av Grangärde
Helige Stenbjörn var ett helgon som vördades lokalt i Grangärde i södra Dalarna under medeltiden. Till helgonets ära fanns ett träkapell upprättat och man vördade honom som martyr. Mer information om den helige Stenbjörns liv är idag okänt men troligt är att han var en av alla de missionärer som under den tidiga medeltiden fick sätta livet till av hedningar när han förkunnande den kristna tron.